# Makoto Shibahara
Makoto Shibahara (japanisch 柴原 誠 Shibahara Makoto; * 23. April 1992 in Shizuoka) ist ein ehemaliger japanischer Fußballspieler.

## Karriere
Shibahara erlernte das Fußballspielen in der Jugendmannschaft von Shimizu S-Pulse. Seinen ersten Vertrag unterschrieb er 2011 bei Shimizu S-Pulse. Der Verein spielte in der höchsten Liga des Landes, der J1 League. Im April 2013 wechselte er auf Leihbasis zum Zweitligisten FC Gifu. Für den Verein absolvierte er 16 Ligaspiele. 2014 wechselte er zum Drittligisten Fukushima United FC. Für den Verein absolvierte er 12 Ligaspiele. Ende 2014 beendete er seine Karriere als Fußballspieler.

## Erfolge
Shimizu S-Pulse
- J.League Cup

Finalist: 2012